# Bandiera dell'Austria
La bandiera dell'Austria è composta da tre bande orizzontali di uguali dimensioni. I colori sono: bianco, la banda al centro, e rosso, la banda superiore e quella inferiore.

## Storia
La bandiera deriva dallo stemma araldico dei duchi d'Austria e poi da quello della casata d'Asburgo. Venne adottata da Federico II di Babenberg nel XIII secolo, mentre cercava maggiore indipendenza dall'imperatore del Sacro Romano Impero. Così disegnò un nuovo stemma: un campo rosso con una fascia d'argento. L'origine del Bindenschild non è accertata in modo definitivo, forse deriva dai margravi stiriani della stirpe degli Ottocari, che potrebbero aver adottato i colori dei discendenti del duca carinziano Adalberone, appartenente alla stirpe degli Eppenstein estintosi nel 1122. Tuttavia, il margravio della stirpe Babenberg Leopoldo III (1095-1136) era già stato raffigurato con uno scudo nel 1105.
La più antica fonte per la bandiera è contenuta in un sigillo conservato nel monastero di Lilienfeld (Bassa Austria) e risale al 1230. Insieme alla bandiera della Danimarca la bandiera austriaca è quindi da annoverarsi probabilmente tra i più antichi simboli nazionali del mondo.
Il 1º agosto 1869, a seguito dell'Ausgleich, l'imperatore Francesco Giuseppe d'Austria unì i vessilli dell'arciducato d'Austria e del regno d'Ungheria nella bandiera dell'Impero austro-ungarico.
Dopo l'Anschluss del 1938, che vedeva l'Austria, divenuta informalmente Ostmark, parte integrante del Terzo Reich, la bandiera venne cambiata in quella con la svastica, venendo quindi proibita quella tradizionale a bande orizzontali, di cui due rosse e una bianca. Tale rimase fino al 1º maggio 1945, quando con la caduta del nazismo e la fine della guerra, venne adottata la versione attuale. La bandiera di Stato contiene inoltre lo stemma nazionale al centro.

## Leggenda
Secondo una leggenda l'origine dei colori austriaci risale alle crociate e precisamente all'Assedio di San Giovanni d'Acri (1189-1191). Il duca Leopoldo V di Babenberg durante la battaglia indossò una tunica bianca, la battaglia fu così sanguinosa che la tunica diventò tutta rossa e rimase bianca solo nella parte coperta dalla cintura.

## Bandiere storiche

Stemma del ducato e dell'Arciducato d'Austria
Bandiera dell'arciducato d'Austria
Impero austriaco, impiegata ad uso civile per la Cisleitania (1804-1918)
Bandiera per navi mercantili dell'Austria-Ungheria 1869-1918
Bandiera della marina imperial-regia in uso dal 1786 al 1915 (de facto fino al 1918)
Bandiera proposta per la marina imperial-regia (1915) ma mai ufficializzata
Bandiera di Stato della Prima Repubblica (1934-1938)